# Рудница (Рашка)
Рудница је насеље у Србији у општини Рашка у Рашком округу. Према попису из 2022. било је 240 становника.

## Демографија
У насељу Рудница живи 251 пунолетни становник, а просечна старост становништва износи 42,6 година (40,9 код мушкараца и 44,3 код жена). У насељу има 95 домаћинстава, а просечан број чланова по домаћинству је 3,16.
Ово насеље је великим делом насељено Србима (према попису из 2002. године), а у последња три пописа, примећен је пад у броју становника.
|  |

| Демографија | Демографија | Демографија |
| Година      | Становника  | Становника  |
| ----------- | ----------- | ----------- |
| 1948.       | 251         |             |
| 1953.       | 274         |             |
| 1961.       | 281         |             |
| 1971.       | 318         |             |
| 1981.       | 317         |             |
| 1991.       | 304         | 303         |
| 2002.       | 300         | 302         |

| Етнички састав према попису из 2002.‍ | Етнички састав према попису из 2002.‍ | Етнички састав према попису из 2002.‍ | Етнички састав према попису из 2002.‍ | Етнички састав према попису из 2002.‍ |
| ------------------------------------ | ------------------------------------ | ------------------------------------ | ------------------------------------ | ------------------------------------ |
|                                      |                                      |                                      |                                      |                                      |
| Срби                                 | Срби                                 |                                      | 297                                  | 99,0%                                |
| непознато                            | непознато                            |                                      | 3                                    | 1,0%                                 |

| Година пописа     | 1948. | 1953. | 1961. | 1971. | 1981. | 1991. | 2002. |
| ----------------- | ----- | ----- | ----- | ----- | ----- | ----- | ----- |
| Број домаћинстава | 37    | 49    | 65    | 81    | 83    | 100   | 95    |

| Број чланова      | 1  | 2  | 3  | 4  | 5 | 6 | 7 | 8 | 9 | 10 и више | Просек |
| ----------------- | -- | -- | -- | -- | - | - | - | - | - | --------- | ------ |
| Број домаћинстава | 11 | 30 | 16 | 20 | 9 | 7 | 2 | 0 | 0 | 0         | 3,16   |

| Пол    | Укупно | Неожењен/Неудата | Ожењен/Удата | Удовац/Удовица | Разведен/Разведена | Непознато |
| ------ | ------ | ---------------- | ------------ | -------------- | ------------------ | --------- |
| Мушки  | 128    | 39               | 83           | 4              | 2                  | 0         |
| Женски | 133    | 30               | 83           | 16             | 2                  | 2         |
| УКУПНО | 261    | 69               | 166          | 20             | 4                  | 2         |

| Пол    | Укупно                    | Пољопривреда, лов и шумарство | Рибарство                            | Вађење руде и камена | Прерађивачка индустрија       |
| ------ | ------------------------- | ----------------------------- | ------------------------------------ | -------------------- | ----------------------------- |
| Мушки  | 55                        | 0                             | 0                                    | 17                   | 11                            |
| Женски | 31                        | 3                             | 0                                    | 7                    | 7                             |
| УКУПНО | 86                        | 3                             | 0                                    | 24                   | 18                            |
| Пол    | Производња и снабдевање   | Грађевинарство                | Трговина                             | Хотели и ресторани   | Саобраћај, складиштење и везе |
| Мушки  | 0                         | 3                             | 0                                    | 3                    | 7                             |
| Женски | 0                         | 0                             | 3                                    | 2                    | 2                             |
| УКУПНО | 0                         | 3                             | 3                                    | 5                    | 9                             |
| Пол    | Финансијско посредовање   | Некретнине                    | Државна управа и одбрана             | Образовање           | Здравствени и социјални рад   |
| Мушки  | 0                         | 3                             | 4                                    | 3                    | 1                             |
| Женски | 0                         | 2                             | 0                                    | 4                    | 0                             |
| УКУПНО | 0                         | 5                             | 4                                    | 7                    | 1                             |
| Пол    | Остале услужне активности | Приватна домаћинства          | Екстериторијалне организације и тела | Непознато            | Непознато                     |
| Мушки  | 1                         | 0                             | 0                                    | 2                    | 2                             |
| Женски | 0                         | 0                             | 0                                    | 1                    | 1                             |
| УКУПНО | 1                         | 0                             | 0                                    | 3                    | 3                             |